# الرديف (رواية)
الرديف، رواية صدرت في 2019 عن بورصة الكتب، للكاتب محمد المخزنجي ولد سنة 1950، وهو طبيب وكاتب وأديب مصري. حازت الرواية على جائزة كتارا للرواية العربية عن فئة الروايات المنشورة 2020.

## ملخص الرواية
"الرديف" هي رواية فلسفية تجمع بين الدراما والرعب النفسي، كتبها الكاتب محمد المخزنجي. تدور الأحداث حول شخصيتين رئيسيتين، فريد متري ويعقوب جلال المسيري، اللذين عاشا في أماكن وأزمنة مختلفة. الرواية تستكشف مفهوم "الرديف" بأبعاده الفلسفية والمرعبة والنفسية.
الكاتب يتقن السرد بأسلوب يتراوح بين السرد التقليدي وكتابة المذكرات، مما يجعل القارئ يلتف حول الصفحات لفهم عمق الشخصيات وتداخل الأحداث. الغلاف الفلسفي يعكس مضمون الرواية ويضيف للتشويق.
التشابه بين الشخصيات، وخاصة بين فريد ويعقوب، يعزز فكرة التبعية والدوامة التي يعيشها القارئ. الربط بين الموت والحرب والرديف يظهر من خلال صور الغلاف ويُعزّز عن طريق أحداث الرواية.
الكاتب يسلط الضوء على الجوانب الفلسفية الدينية والتشابك بين الخيال والحقيقة. استخدامه للأسلوب الأدبي الأجنبي يظهر التأثير الذي استفاد منه المخزنجي.

## جوائز
توجت الرواية بجائزة كتارا للرواية العربية في فئة "الروايات  المنشورة" 2020.